# Вайнберген
Вайнберген (нім. Weinbergen) — громада в Німеччині, розташована в землі Тюрингія. Входить до складу району Унструт-Гайніх.
Площа — 43,77 км2. Населення становить Невірний параметр metadata 16 064 066 ос. (станом на 31 грудня 2021).